# Pachycephala lanioides
El silbador pechiblanco (Pachycephala lanioides) es una especie de ave paseriforme de la familia Pachycephalidae.

## Distribución geográfica y hábitat
Es endémica de las costas de Australia.
Su hábitat natural son los bosques de manglares subtropicales o tropicales.

## Subespecies
Se reconocen las siguientes según IOC:
- P. l. carnarvoni: las costas del oeste de Australia.
- P. l. lanioides: las costas del noroeste de Australia.
- P. l. fretorum: las costas del norte de Australia.